# Heteralonia punctinervis
Heteralonia punctinervis är en tvåvingeart som först beskrevs av Becker och Stein 1913.  Heteralonia punctinervis ingår i släktet Heteralonia och familjen svävflugor. Inga underarter finns listade i Catalogue of Life.